# Línea 25 (Avanza Zaragoza)

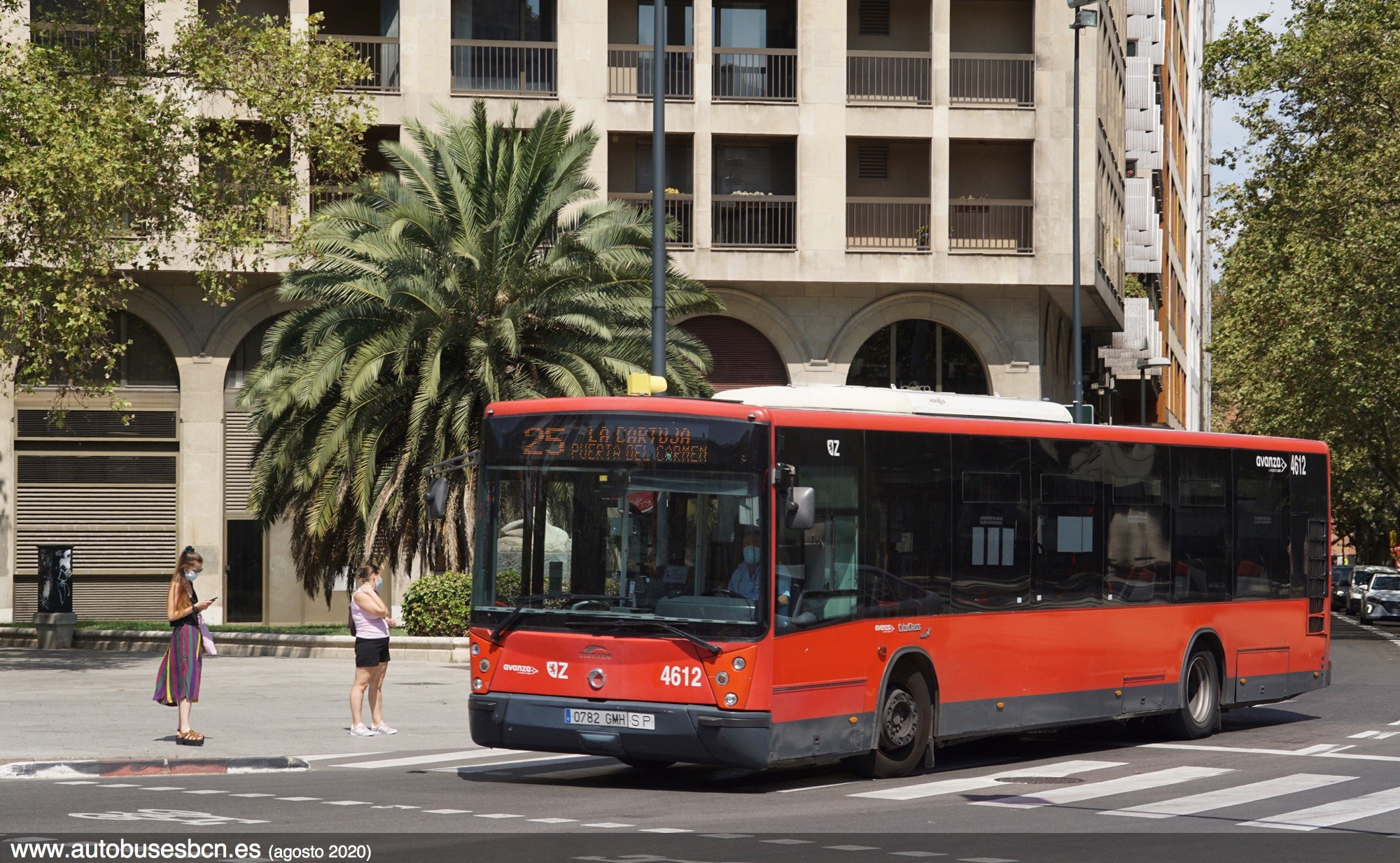
Pº Constitución, agosto de 2020

La línea 25 es una línea regular diurna de Avanza Zaragoza que comprende el recorrido entre el Paseo de Pamplona y el barrio rural de La Cartuja en la ciudad de Zaragoza (España).
Tiene una frecuencia media de 10/11 minutos en días laborables y de 14 minutos en sábados y festivos.

## Historia
Desde su creación en 1967 ha tenido estos recorridos:
-PZA CARMEN- PORTAZGO SAN LAMBERTO
-MIRALBUENO- LA CARTUJA
-PUERTA DEL CARMEN- LA CARTUJA

## Autobuses asignados
La línea  25 dispone actualmente de 5 autobuses asignados de piso bajo con rampa para personas en silla de ruedas.

El modelo asignado para esta línea es Irisbus Iveco Cityclass Cursor Hispano Habit

## Horarios
| LÍNEA 25                 | Primeros Servicios A: Paseo Pamplona, 15    | Primeros Servicios A: La Cartuja            | Últimos Servicios A: Paseo Pamplona, 15     | Últimos Servicios A: La Cartuja             |
| Laborables 10/11 minutos | 05:45 · 06:05 · 06:22 06:33 - 06:42 - 06:52 | 05:25 · 06:10 · 06·28 06:36 - 06:46 - 06:56 | 22:33 - 22:57 - 23:20 23:43 · 00:07 · 00:30 | 22:09 - 22:35 - 22:58 23:21 · 23:45 · 00:07 |
| Sábados 14 minutos       | 07:00 · 07:25 · 07:46 08:07 - 08:28 - 08:49 | 07:22 · 07:47 · 08:08 08:29 - 08:50 - 09:10 | 21:44 - 21:58 - 22:12 22:39 · 23:23 · 00:04 | 22:06 - 22:19 - 22:34 23:03 · 23:44 · 00:25 |
| Festivos 14 minutos      | 07:00 · 07:25 · 07:46 08:07 - 08:28 - 08:49 | 07:22 · 07:47 · 08:08 08:29 - 08:50 - 09:10 | 21:44 - 21:58 - 22:12 22:39 · 23:23 · 00:04 | 22:06 - 22:19 - 22:34 23:03 · 23:44 · 00:25 |

## Recorrido

### Sentido Paseo Pamplona
14 de Septiembre, Autonomía de Aragón, Ramírez de Orellano, Carretera de Castellón, Miguel Servet, Cesáreo Alierta, Paseo Constitución, Paseo Pamplona

### Sentido La Cartuja
Paseo Pamplona, Paseo Constitución, Cesáreo Alierta, Miguel Servet, Carretera de Castellón, Avenida Constitución, Paseo de los Plátanos, 14 de Septiembre